# 紀州漆器

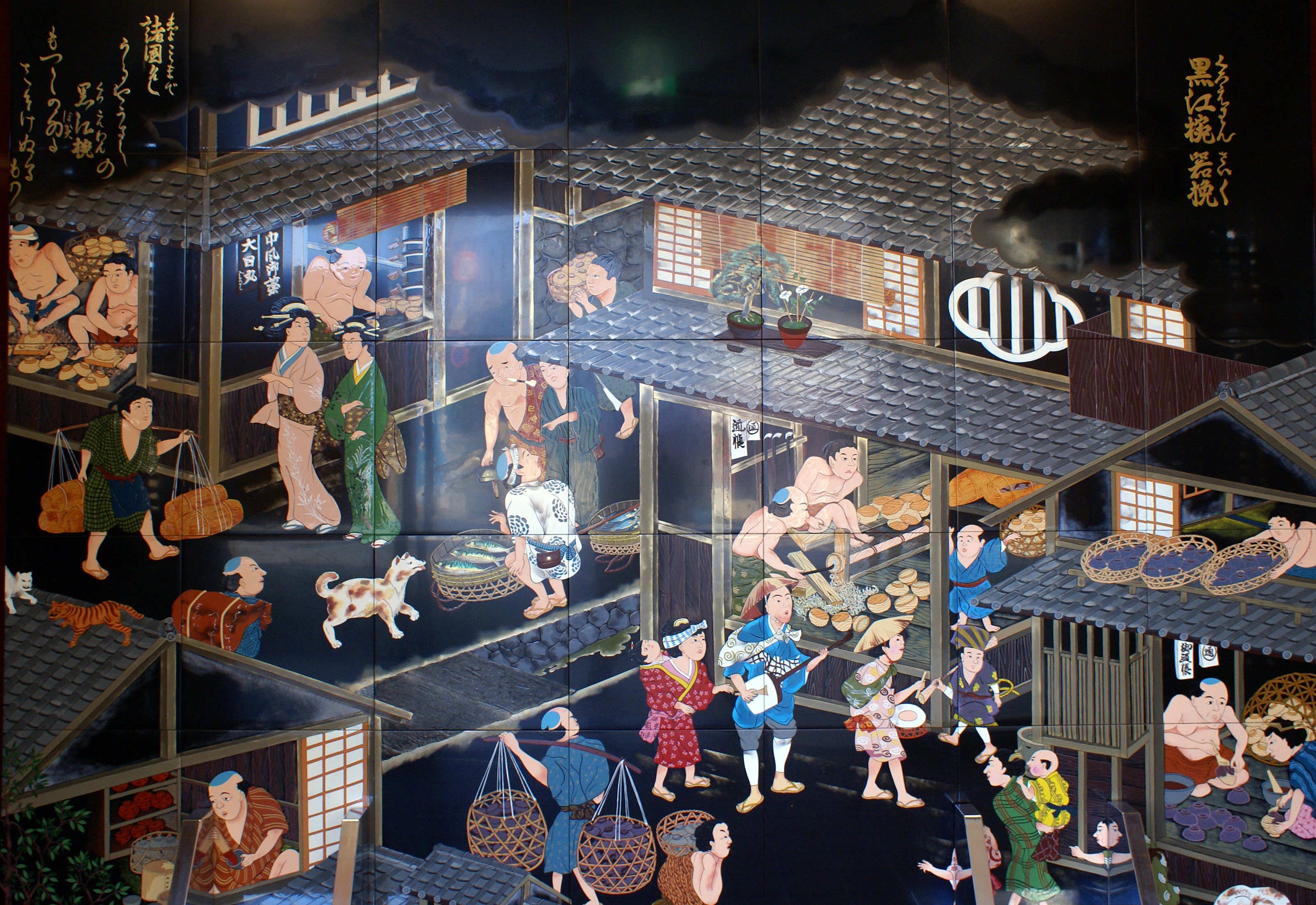
漆器製作の様子を描いた浮世絵の陶板画（黒江漆器椀）

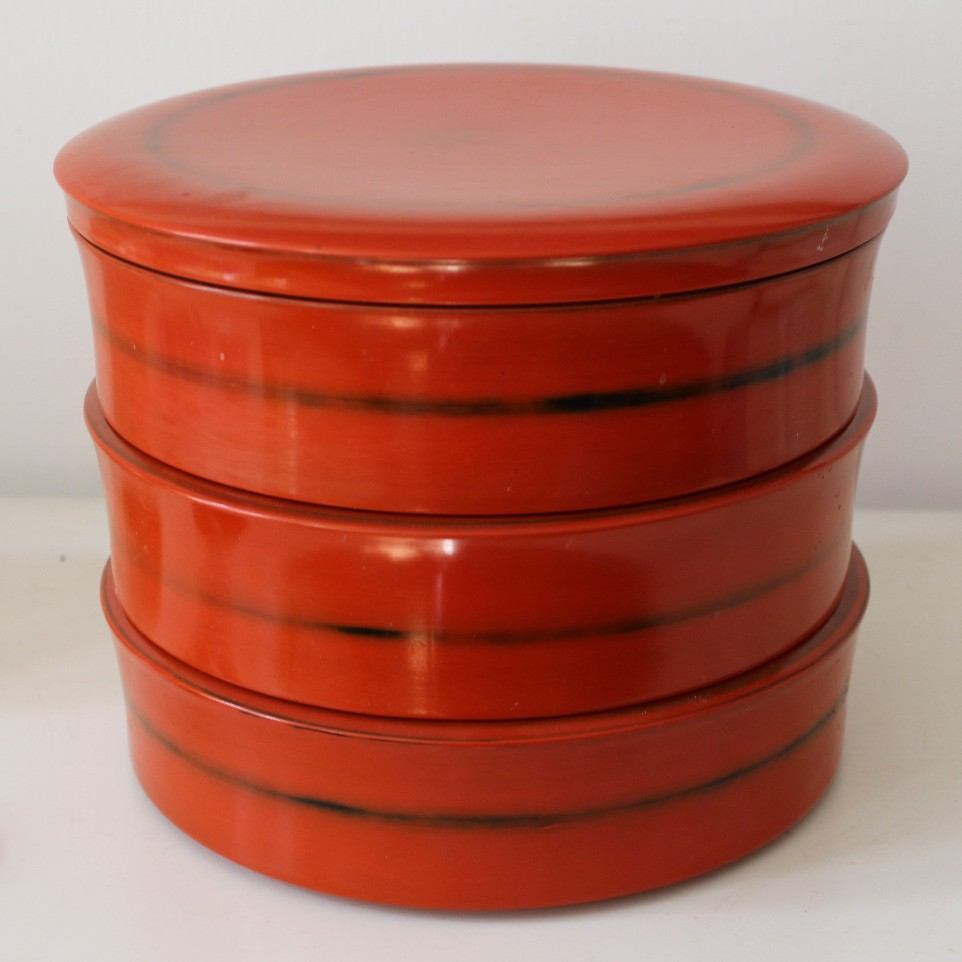
根来塗の三段櫃

紀州漆器（きしゅうしっき）は、和歌山県に伝わる伝統工芸品の一つである。会津漆器、輪島塗・山中漆器などとともに全国三大産地の一つと言われる。主な産地は海南市黒江。経済産業大臣指定伝統的工芸品。

## 歴史

### 近代まで
室町～戦国時代に近江系の木地師集団が定着し、紀州桧を木地に木の椀を製造したのが始まり。一部では根来寺の職人が豊臣秀吉による根来寺焼き討ち後に黒江湊に移住したという説もある。
黒江においては江戸時代初期の『毛吹草』、中期の『和漢三才図会』、後期の『紀伊続風土記』に記されていることから、江戸中期から後期には広く諸国に出荷されるようになっていたことが窺える。紀州藩は黒江椀製造地域を黒江に限定し漆器産業を保護した。そのため、黒江塗は当地の発展に大きな影響を与えたと考えられる。文政9年（1826年）に堅地厚塗板物漆器の技法が導入された。
明治維新の後、廃藩置県で紀州藩の保護を失ったが、明治3年（1870年）に元紀州藩士の木村友重（南友重）が漆職人を束ねて漆製品を生産し、南家の船で本格的な貿易を開始したことによって次第に活気を取り戻し、分業制を用いたり明治12年（1879年）には他府県産の沈金彫の技術を導入した。また、明治31年（1898年）には京都府より蒔絵師を招いて、蒔絵の改良を図った。黒江漆器学校も設立され、漆器膳、椀、重箱を国内向けに　盆を国外向けに製作した。

### 現在
その後、天道塗、錦光塗、シルク塗などの変り塗が考案された紀州漆器は特長を一段と発揮させ、昭和53年（1978年）には通商産業省より伝統的工芸品に指定された。
戦後からは他産地より早く化学塗料のラッカーを利用したプラスチック容器を開発するなど進取的、革新的な路線で成功を収めた。しかし、バブル崩壊以後は安価な中国、東南アジア製の廉価品に押され、産地の規模は縮小している。一方で、伝統的な蒔絵などの加飾技術をUSBメモリ等のデジタル製品に応用する橋本漆芸のように、従来品に囚われない新しいカテゴリへの展開を進める企業も存在する。橋本漆芸と同じ海南市内の4社（島安汎工芸製作所、中西工芸、若兆、山家漆器店）は共同ブランド「KISHU＋」を立ち上げ、蒔絵でLEDの光を拡散する照明シェードや、海外の需要に合った製品を、首都圏のデザイナーと協力して開発している。

### その他
主産地である海南市黒江には、漆塗りの体験ができる店や紀州漆器伝統産業会館（うるわし館）などの観光施設があり、団体旅行客も多く訪れる。また、毎年11月に漆器市としては西日本随一の規模と観光客動員数を誇る『紀州漆器まつり』が行われ、2日間で全国から5万～7万人が訪れる一大イベントとなっている。